# Vad varje svensk bör veta
Vad varje svensk bör veta - literalmente ”O que todos os suecos devem saber” - é uma enciclopédia de cultura geral para suecos, elaborada por um grupo de especialistas, sob a direção de Thomas Magnusson  e Peter A. Sjögren, publicada originalmente em 1991, pela Editora Bonnier.

O livro tem 21 capítulos sobre variados temas: História, Política, Geografia, Economia, Arte, Música, Literatura, Religião, Filosofia, Mitologia, Bíblia, Antropologia, Sociologia, Psicologia, Medicina, Biologia, A Terra, Física, Química, Matemática e Técnica. 

Até 2004, esta obra contou com a participação de E. D. Hirsch, um académico americano que lutou pela introdução da ”cultura geral” no sistema escolar dos Estados Unidos.